# Polletterat resgods

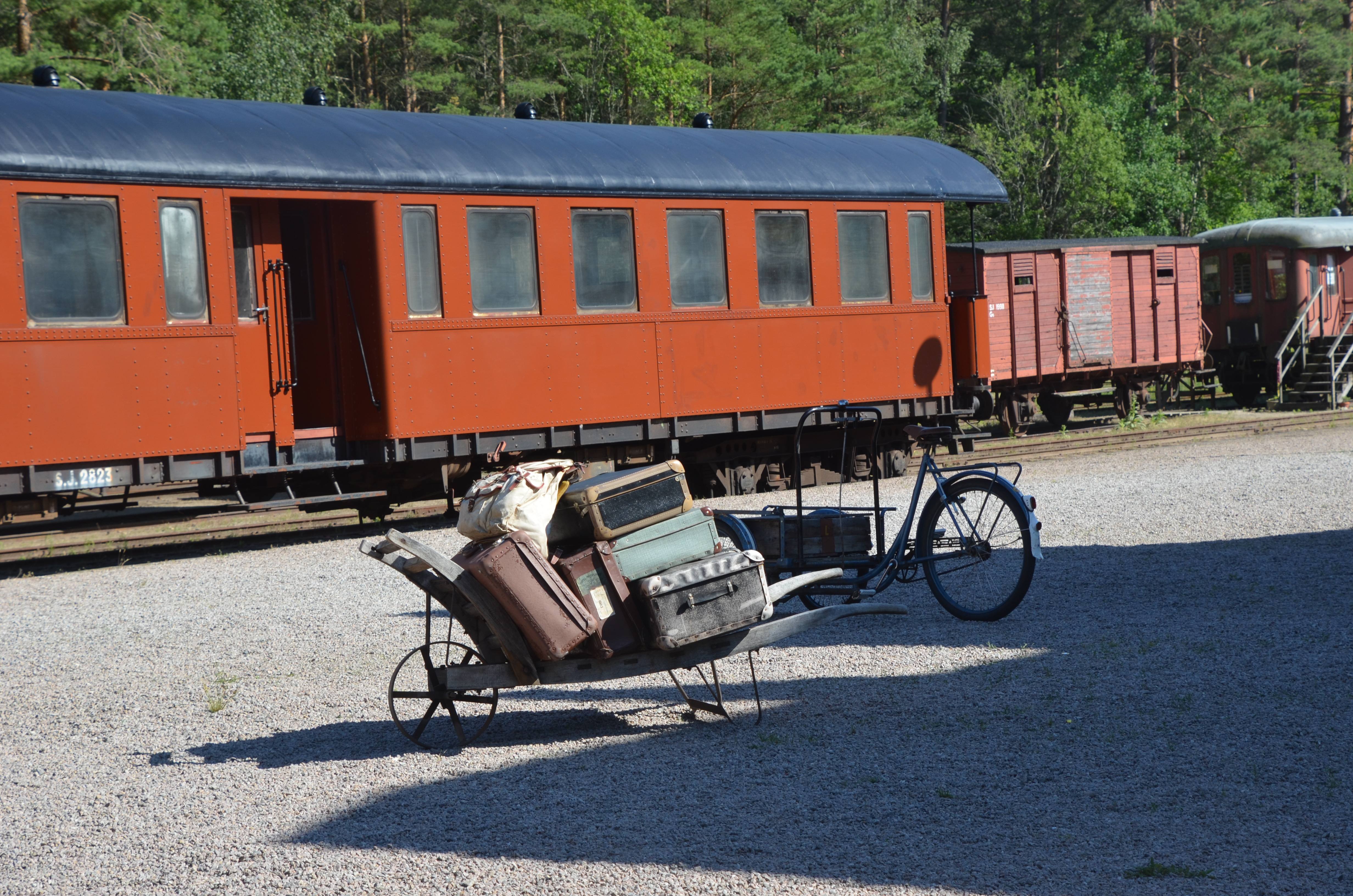
Kärra för polletterat resgods på Skånska Järnvägar på Brösarps station

Polletterat resgods kallas bagage som ombesörjs av järnvägsföretaget vid tågresor. Kallas även inskrivet resgods. Pollettering erbjuds inte längre i Sverige men finns kvar i andra länder som Tyskland och USA.

## Etymologi
Pollett var en äldre benämning på kvittot den resande fick vid inlämningen.

## Funktion
Att pollettera resgods fungerar ungefär på samma sätt som när man checkar in bagage på flyget. Vid en järnvägsresa lämnar resenären in sitt resgods vid avresestationen, eller till tågets konduktör eller förare, varefter järnvägen ordnar resgodsets transport till bestämmelsestationen. Vid inlämningen visar den resande upp sin biljett, och betalar vanligen en avgift för resgodset. Det kan finnas villkor om godset vikt och hur länge före avgång inlämning kan ske. Resgodset kan också skickas internationellt.
Pollettering finns inte längre i Sverige, men däremot andra länder, bland dem Frankrike, Schweiz, Tyskland, USA, och Österrike. I Schweiz kan man även checka in sitt flygbagage på en järnvägsstation. I Frankrike, Tyskland och Österrike kan man få sitt bagage kört hela vägen dörr till dörr.

## I Sverige
I Sverige fanns resgodsexpedition på de flesta bemannade järnvägsstationer, och även en del busstationer, dit resgodset givetvis fraktades med buss. Expeditionen fungerade också som effektförvaring. Resgodset räknades som en del av persontrafiken, eftersom det sändes med persontåg. Det skickades vanligen i speciella resgodsvagnar med Littera F. Det fanns också sittvagnar och postvagnar med resgodsavdelning. Motorvagnar och motorvagnssläp kunde på samma sätt helt eller delvis bestå av resgodsutrymme.
Det fanns också möjlighet att skicka gods på samma sätt utan att själv resa med tåget. Denna metod kallades expressgods och var betydligt dyrare. Det systemet försvann i mitten på 1990-talet och motsvarande tjänster sköts av bud- och speditionsfirmor.

### Utveckling
Resgodshanteringen blev med tiden en besvärlig verksamhet, eftersom i- och urlastning samt omlastning av resgods mellan tåg var tidsödande. Expresståg tog med resgods bara i begränsad omfattning. Från 1960-talet började Statens Järnvägar (SJ) att köra många tåg som inte tog med resgods alls för att snabba upp tågen, och höjde avgifterna. Därmed måste de resande skicka resgodset dagen före resan, eller ännu tidigare, för att kunna hämta ut det vid ankomsten. I stället infördes mer plats för handresgods i personvagnarna.
Under 1990-talet började möjligheten att pollettera resgods försvinna i Europa. SJ avskaffade internationell pollettering, utom till Norge, efter att DSB i Danmark helt avskaffat systemet 1996. Till slut avskaffade SJ polletteringen helt.

### Priser
Priser år 1994 hos SJ:
- Ett vanligt resgodkolli, högst 25 kg: 50 kr
- Cyklar som väger högst 25 kg: 75 kr
- Övriga cyklar, tandemcyklar, moped, surfbräda: 150 kr
- Rullstol med eller utan motor: gratis